# SN 2009ds
SN 2009ds – supernowa typu Ia odkryta 28 kwietnia 2009 roku w galaktyce NGC 3905. W momencie odkrycia miała maksymalną jasność 16,80m.